# Kasteel Nederhemert
Kasteel Nederhemert is een kasteel en voormalig fort dat dateert uit het begin van de 14e eeuw. Het ligt bij het dorp Nederhemert in de Bommelerwaard, in  de Nederlandse provincie Gelderland. Het is gebouwd op een eiland in de Maas in de buurt van Heusden.

## Historie
Vlak voor 1300 is het zoals vele kastelen begonnen als woontoren, in de loop der eeuwen is steeds verbouwd en aangebouwd, voor het laatst eind 19e eeuw. Een eerste vermelding van een Jan van Hemert is in 1310 wanneer hij zijn kasteel in leen opdraagt aan de Hertog van Gelre. Dat betekent dat het voor die tijd er al was. De eigenaren waren tevens Heer van de heerlijkheid Nederhemert. 
Na de verwoesting in 1480 door inwoners van Den Bosch werd het kasteel hersteld. In 1508 volgde nog een uitbreiding. 
In de Tachtigjarige Oorlog werd het kasteel omgebouwd tot een fort. Eigenaar Lubbert Torck liet in 1572 versterkingen aanbrengen, vermoedelijk in de vorm van een aarden wal rondom het kasteel. In 1581 lieten de Staten van Holland een geknikte wal rondom het kasteel aanleggen en er werd een klein garnizoen gelegerd. De omgrachte omwalling kreeg in 1588 nog vier bolwerken. Een jaar later namen Spaanse troepen het fort en kasteel in, waarna ze aan de zuidzijde nog een kleine omgrachte schans aanlegden. Prins Maurits wist in 1590 het fort en de kleine schans in te nemen. 
Johan Torck, eigenaar van het kasteel, liet de omwalling slechten tijdens het Twaalfjarig Bestand, maar de Staten herstelden tegen 1621 de omwallingen weer en huisvestten er een garnizoen. Het fort en kasteel werden tijdens het beleg van Den Bosch in 1629 gebruikt om soldaten en paarden onder te brengen. 
In de 18e eeuw werd fort Nederhemert nog van belang geacht, maar vanaf 1758 ging het bergafwaarts en in 1767 volgde de ontmanteling. 
In 1944 werd het kasteel verwoest. Hierna volgde herbouw. De contouren van het fort rondom het kasteel zijn nog steeds herkenbaar, evenals de kleine schans, die de naam Oude Schans draagt.  

## Eigenaren
De eigenaren kwamen uit de geslachten Van Hemert (voor 1310), Torck (1546), Von Quadt (1655), Van Vittinghof gen. Schell (1697), Van Lynden (1726), Bentinck (1791), Van Nagell (1814), Van Kretschmar (1880) en Van Wassenaer (1920). Deze laatste familie verkocht de ruïne in 1957 aan de Staat der Nederlanden, die het in beheer gaf aan Staatsbosbeheer. Deze laatste instantie gaf het in 1961 in langdurige erfpacht aan de Geldersch Landschap en Geldersche Kasteelen. In 2001 begon de restauratie met een kanjersubsidie van het rijk, die in 2005 werd afgerond. De huidige huurder is een HiFi Winkel uit Den Bosch.

## Bouwhistorie
Na de woontoren, uit ca. 1300, met een Boheems gewelf en vroeger een poort aan de oostzijde, een ommuurde binnenplaats, een rechthoekige toren, een ronde toren, een zaalbouw uit circa 1350 en de zuidvleugel met zeshoekige toren gesticht. In 1480 is het door de Bossenaren gedeeltelijk verwoest. In 1944/45 brandde het door oorlogshandelingen af, waarbij voornamelijk buitenmuren bleven staan. De vijftiende-eeuwse zeshoekige toren en de zuidvleugel waren echter voorgoed verloren gegaan, deels door sloop kort na de oorlog. Aangezien er wel plannen waren maar geen geld verviel het steeds meer, ook een noodoplossing als een provisorisch dak hielp maar gedeeltelijk. Tussentijds (1966) stortte ook nog een traptoren in. De restauratie heeft het kasteel niet teruggebracht naar de laatste situatie (in 1945). Er is besloten om bij de restauratie de laatste gevelaanbouw uit het einde van de 19e eeuw in neo-gotische stijl weg te laten. Het kasteel is geheel gerestaureerd en is op vrijdag 15 april 2005 door Koningin Beatrix geopend.